# Jiri
Jiri ( en nepalí: जिरी) es un municipio del distrito de Dolakha en la provincia de Bagmati, ubicado en el centro de Nepal. Para el censo de Nepal de 2011, tenía una población de 13.638 personas.Jiri, que se encuentra a unos 190 kilómetros de Katmandú, es la principal puerta de entrada a la región del Everest. Casi todas las expediciones al Everest, incluida la dirigida por el famoso escalador John Hunt, Edmund Hillary, habían pasado por Jiri. Una compañía del ejército de Nepal está estacionada en la ciudad y es posible que registren el equipo y las mochilas de los visitantes. Hay varios alojamientos disponibles a ambos lados de la carretera principal, principalmente en Jiri Bazaar.

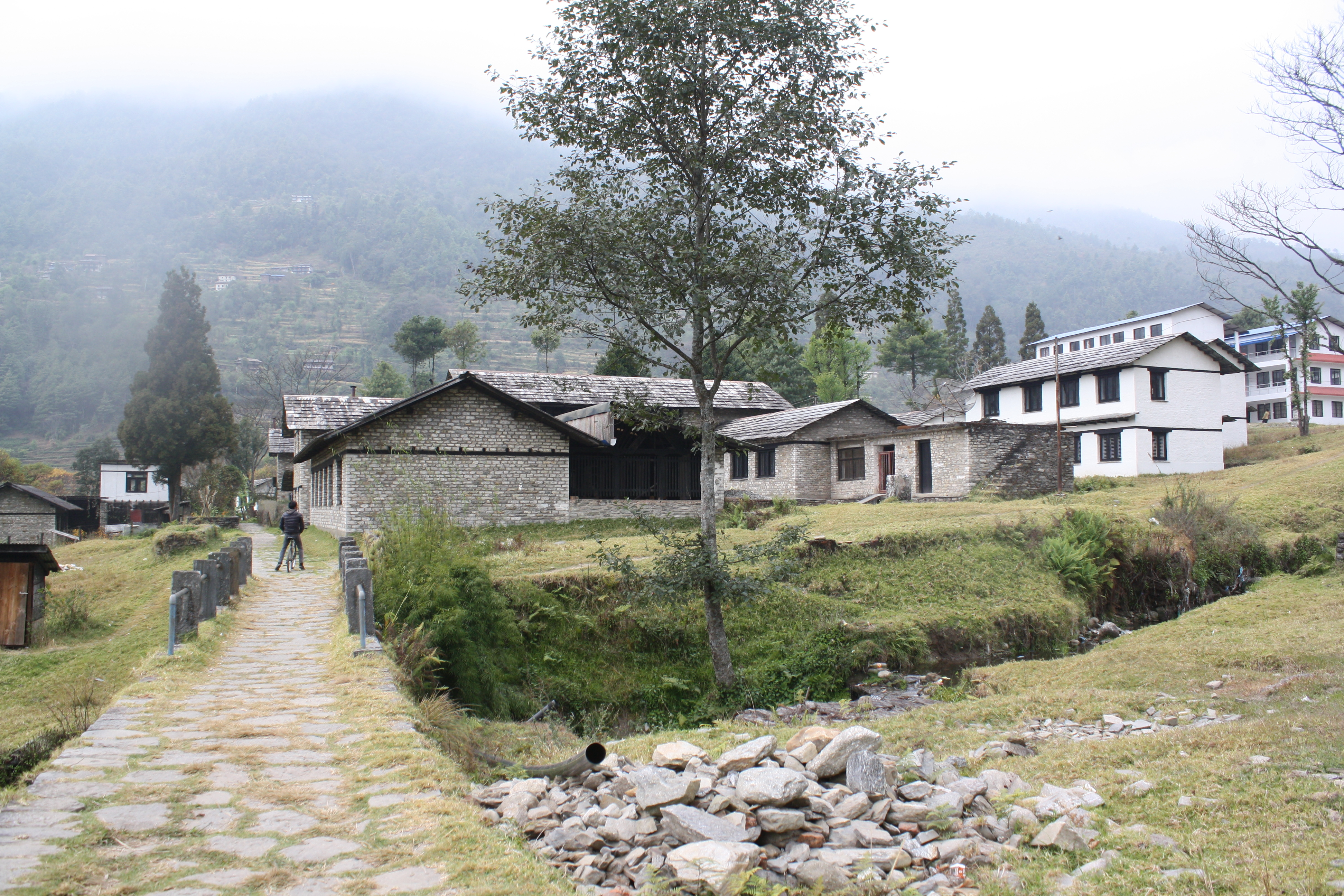
Arquitectura de edificaciones humanas en Jiri

Existen dos escuelas secundarias gubernamentales, a saber, la escuela secundaria superior Jiri en el sector Hatanda y la escuela secundaria Dhungeshwori en Jiri Bazaar. Incluye también un internado privado llamado JEM Academy, dos escuelas comunitarias, a saber, Martyrs Memorial School y Saraswoti Community School. Existe una escuela técnica llamada Jiri Technical School que brinda educación técnica en agricultura, construcción y salud.
Jiri fue creado como centro de desarrollo agrícola gracias a la ayuda del gobierno suizo en 1938.

## Ubicación
En vista de tener el comienzo de la carretera más cercana hacia la región Monte Everest, Jiri es el comienzo del sendero para muchas caminatas y excursiones. El viaje hasta Lukla dura siete u ocho días. Pocas personas comienzan una caminata desde Jiri, y sólo el 5% de todos los excursionistas que intentan la difícil caminata hasta el campamento base del Everest comienzan en Jiri. El 95% restante elige volar a la pequeña pista de aterrizaje de Lukla, acortando así una semana de caminata difícil pero hermosa.
Aunque el comienzo del sendero desde Jiri hasta el Parque Nacional Sagarmatha se conoce como la "ruta clásica al Everest", el comienzo original del sendero comenzaba en Katmandú. Todas las primeras expediciones al Everest, incluida la dirigida por John Hunt que llevó a Tenzing Norgay y Edmund Hillary a la cumbre, pasaron por Jiri. Por eso a Jiri también se le llama la "Puerta al Monte Everest".

## Etnía
Jiri es tierra de gente étnica llamada Jirels. Prefieren ser llamados Jiriba. En idioma Jirel, Zi significa brillante o resplandeciente, Ri significa montaña o colina y Ba significa gente. Así, Jiriba significa gente de la montaña. El pueblo Jirel proviene del segundo hermano de siete de los Kirats, conocidos como los guerreros del hermano mayor, quien resultó ser el gobernante de los Kirats pero luego huyó al Tíbet. El número de Jirels ahora es menor porque tenían la responsabilidad de proteger a los otros hermanos menores de sus atacantes. Esta fue la razón por la que tenían una fortaleza en Kirati Chhap, donde establecieron su base militar. Finalmente, se cuenta que llegaron a Jiri y se establecieron permanentemente. Kirat Thursa, Kirat Khasa son algunas de las evidencias de que fueron los valientes kirats. A este poblado tiene preferencia en ser llamado leopardos. Jirba significa gente como el leopardo.
De este lugar proviene el alpinista Jirel, Lal Bahadur Jirel, que escaló el Everest dos veces.

## Demografía
Para el censo de Nepal de 2011, el municipio de Jiri tenía una población de 15.837. De ellos, el 43,9% hablaba nepalí, el 21,4% jirel, el 16,8% sherpa, el 10,6% tamang, el 4,6% Sunwar, el 1,7% newar, el 0,4% maithili, el 0,1% gurung, el 0,1% magar, el 0,1% rai, el 0,1% tharu y el 0,2% identificaban a otras lenguas como primera lengua. 
En términos de etnia/casta, el 28,1% se identificaban como Chhetri, el 21,7% Jirel, el 18,0% Sherpa, el 11,3% Tamang, el 4,9% Newar, el 4,8% Sunuwar, el 4,0% Kami, el 2,6% Damai /Dholi, el 2,4% Hill Brahmin, el 0,5% Gharti. / Bhujel, 0,3% Gurung, 0,3% Rai, 0,3% Sanyasi/Dasnami, 0,1% Magar, 0,1% Teli, 0,1% Tharu, 0,1% Yadav y 0,4% otras etnias.
En cuanto a religión, el 47,3% de los habitantes eran hindúes, el 29,0% budistas, el 20,0% prakriti y el 3,6% cristianos . 
En cuanto a alfabetización, el 61,5% sabía leer y escribir, el 2,4% sólo sabía leer y el 36,0% no sabía leer ni escribir. 

## Atractivos

### Cherdung

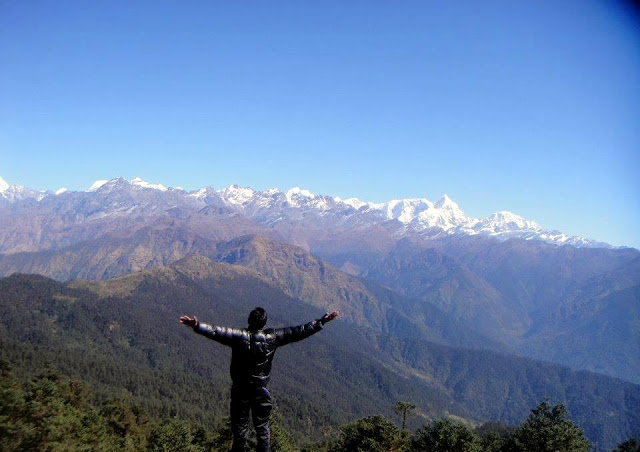
Vista del Himalaya desde la cima de Cherdung

Cherdung Danda es un monte que se encuentra a una altitud de 3200 m sobre el nivel del mar y se necesitan 6 horas de caminata desde Jiri's Linkan Bazar para llegar a su falda.

### Kalo Bhir

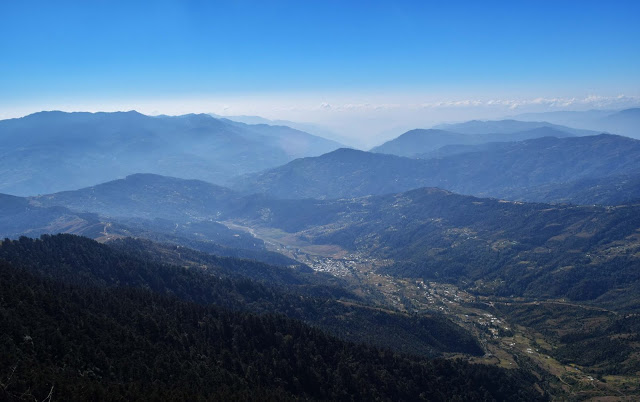
Vista desde la cima de Kalo Bhir

Kalo Bhir se encuentra de camino a Cherdung. Desde Kalo Bhir, se pueden ver a la vista tres ciudades importantes, Charikot, Dolakha y Jiri. Es una enorme estructura rocosa, que se encuentra en la cima de un acantilado, difícilmente se puede estar en la cima debido a su paisaje empinado y su fuerte viento. Son 4 horas de caminata, cuesta arriba desde Jiri, por el camino Linkan Bazar.

### Ramita Danda
En el pasado, esta colina se conocía como acantilado Rang-rang o Bhir. Luego, a los adolescentes preferian llamarlo Ramite Danda. Pero ahora se ha erigido recientemente la estatua de Tony Began y este lugar se llama parque Tony Began. Es una caminata cuesta arriba de media hora hacia el noreste desde Linkan Bazar. Hay un refugio para visitantes. Se proporciona suministro de agua potable. Este lugar también es conocido por las comidas al aire libre.

### Estanque de peces Jiri
En el corazón de Jiri, se encuetra Linkan Bazaar, una de las ciudades más grandes del distrito de Dolakha. Las tiendas a ambos lados de la carretera no son solo lo que se ve en Linkan, sino que también se puede visitar la Escuela Técnica Jiri, la Estupa Boudha y la estatua de Rimporche, el Hospital Jiri, etc.

## Galería de imágenes

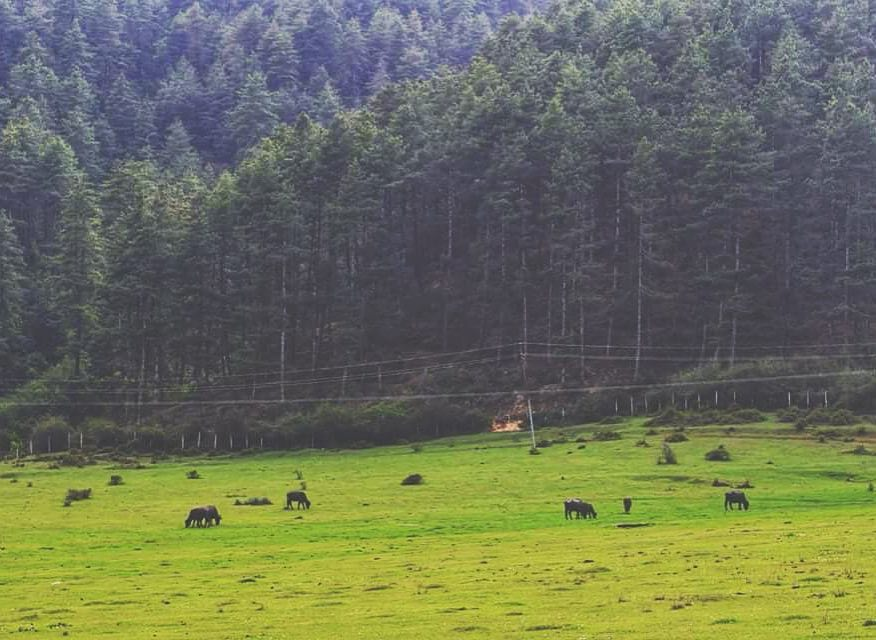
Afueras de Jiri, Nepal 2019
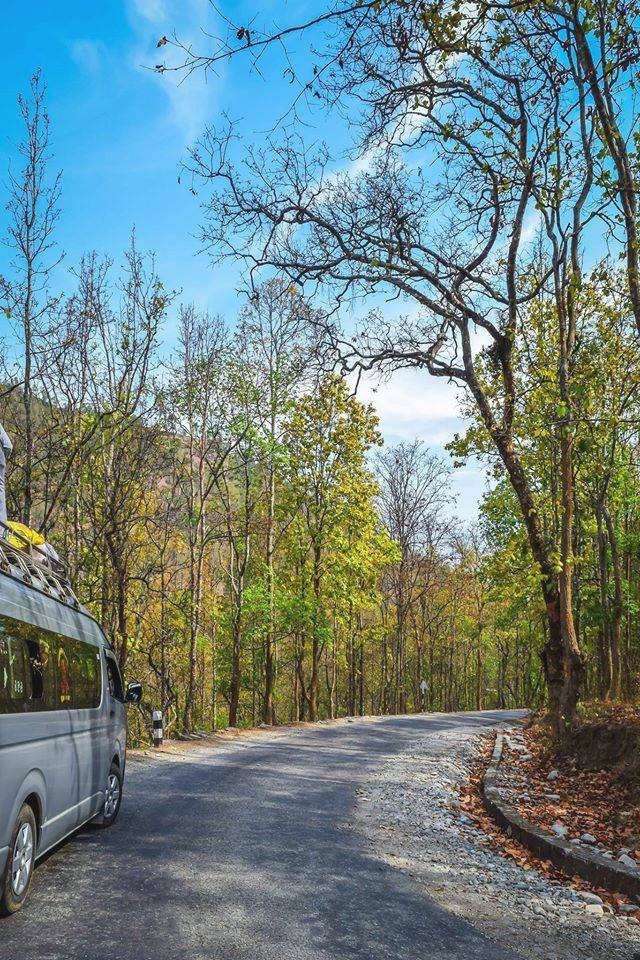
Camino a Jiri en el distrito de Dolakha
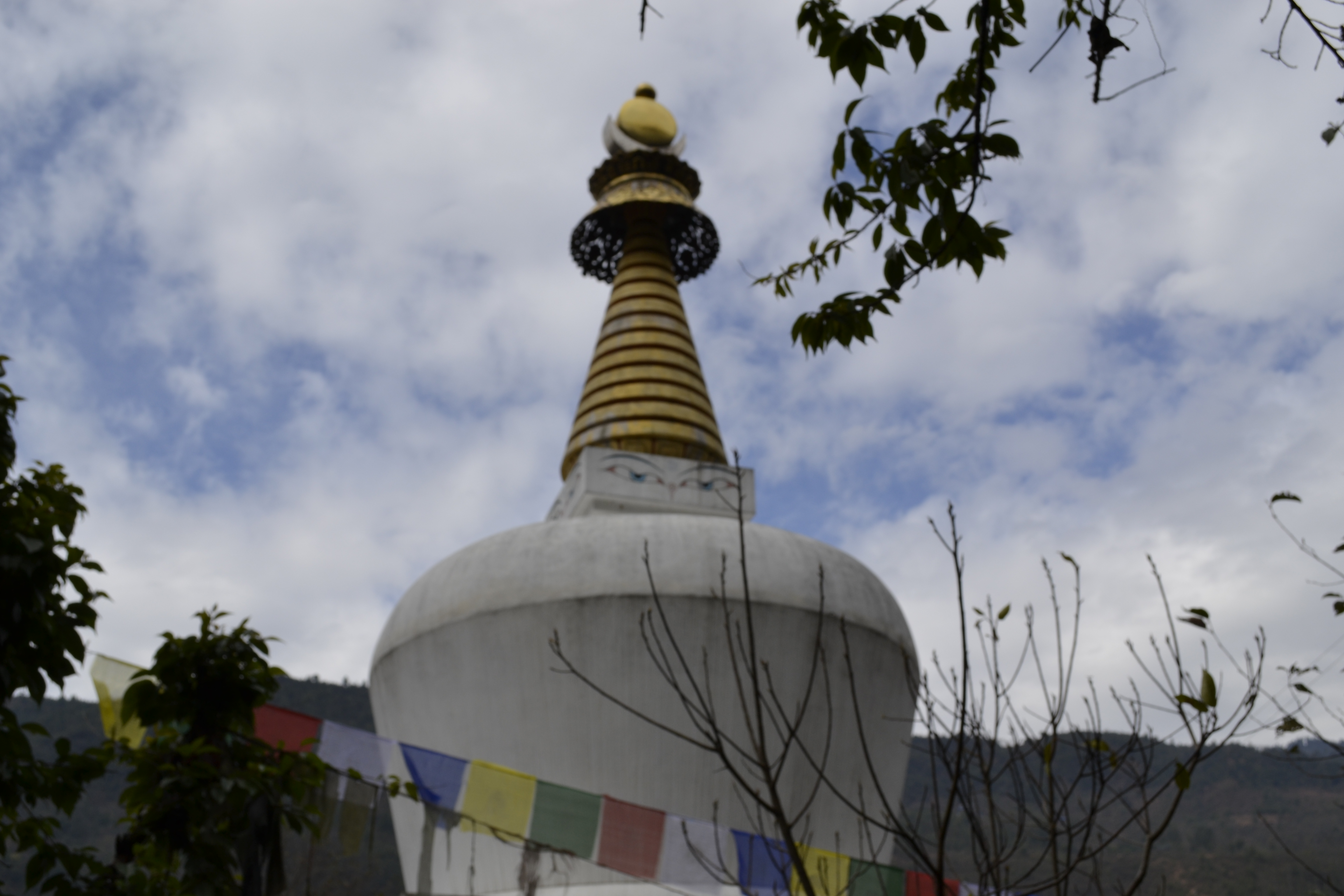
Estupa en jiri
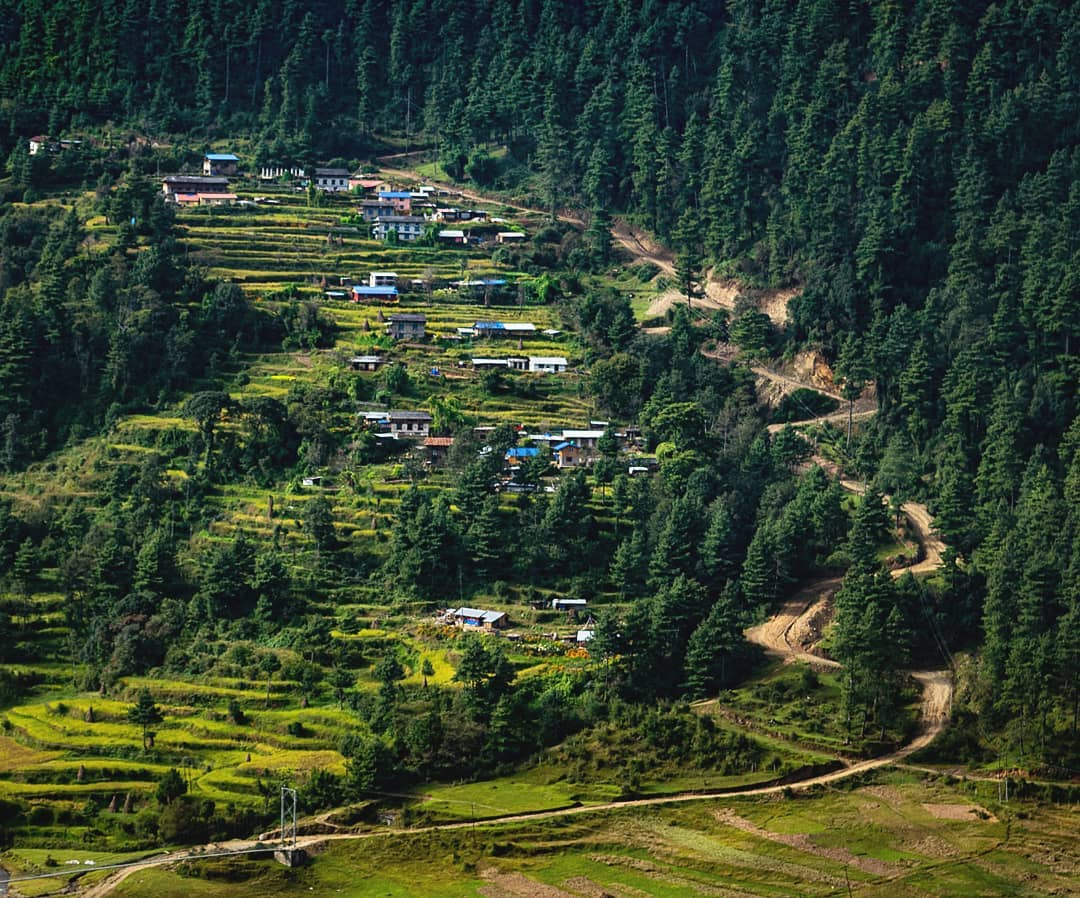
Pueblo de Jirel
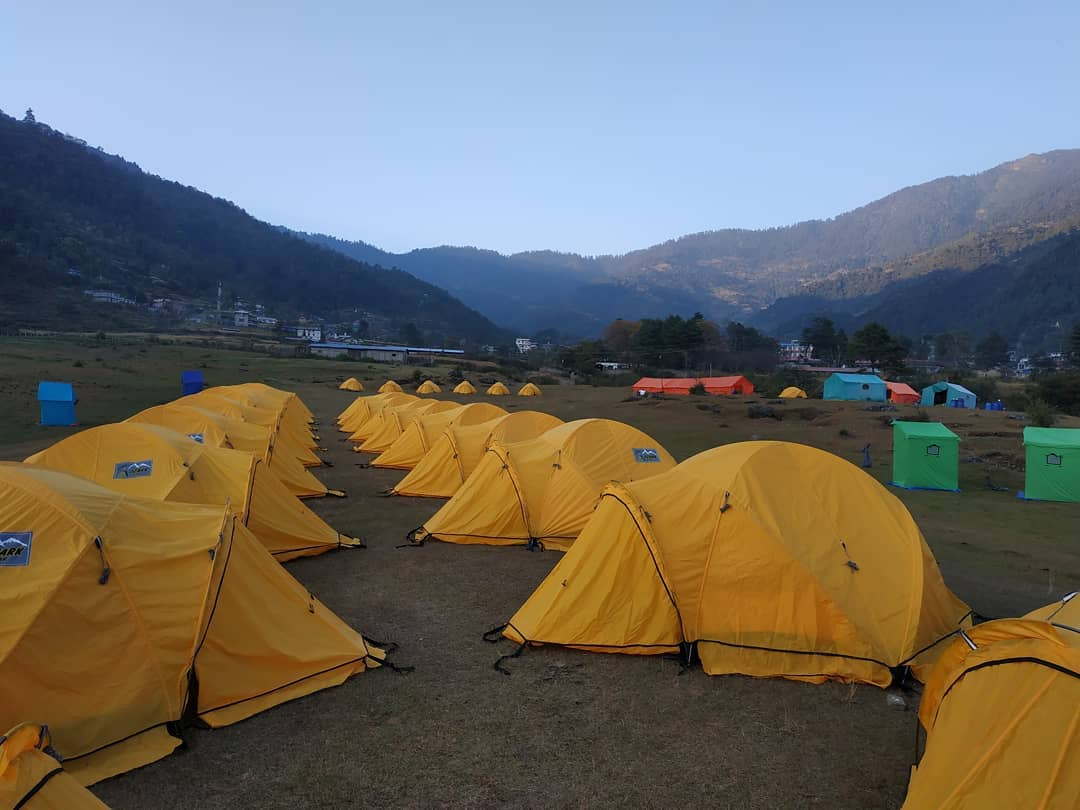
Camping para los participantes del Everest Trail Marathon 2018
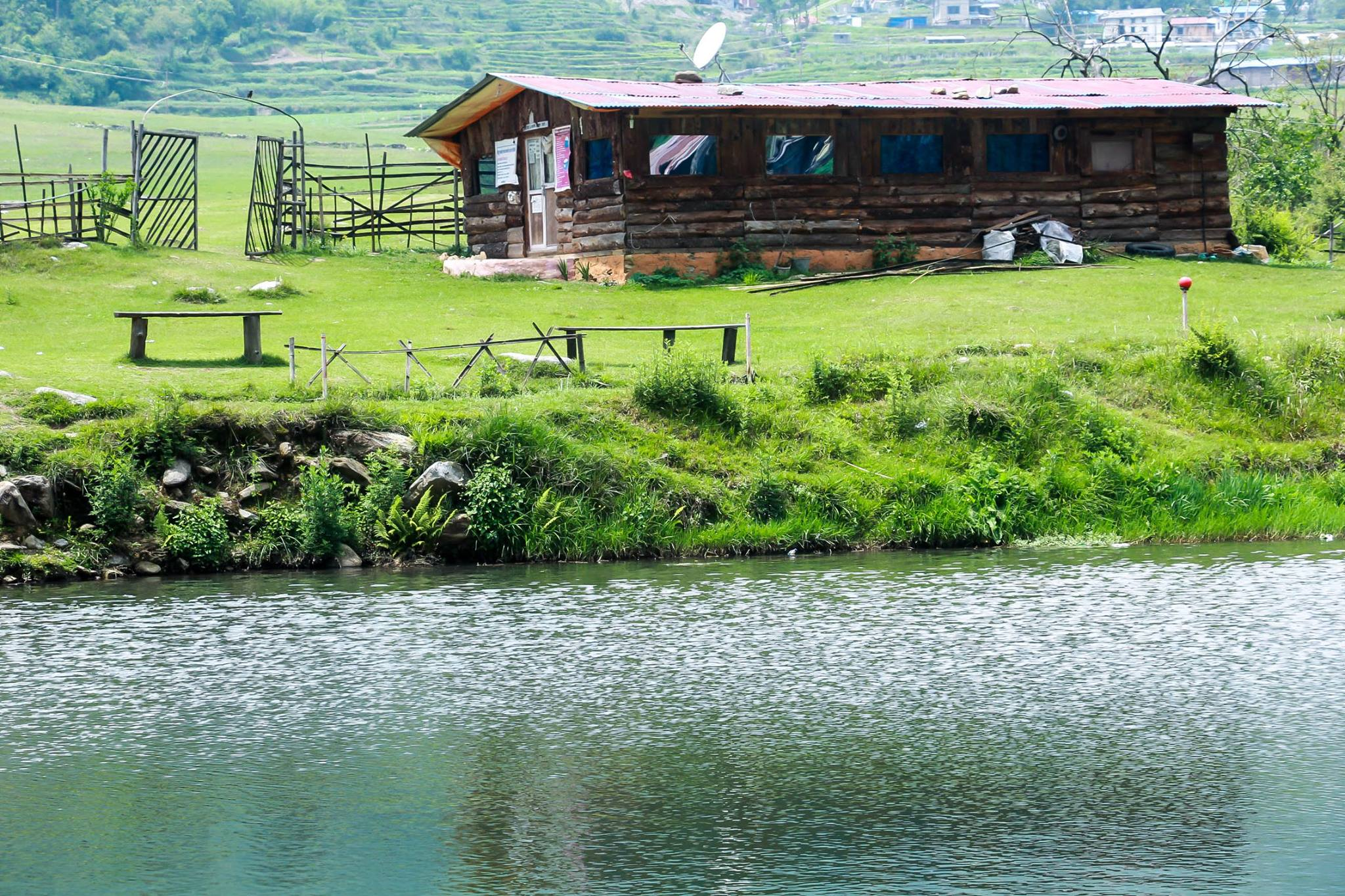
Piscifactoría en Jiri
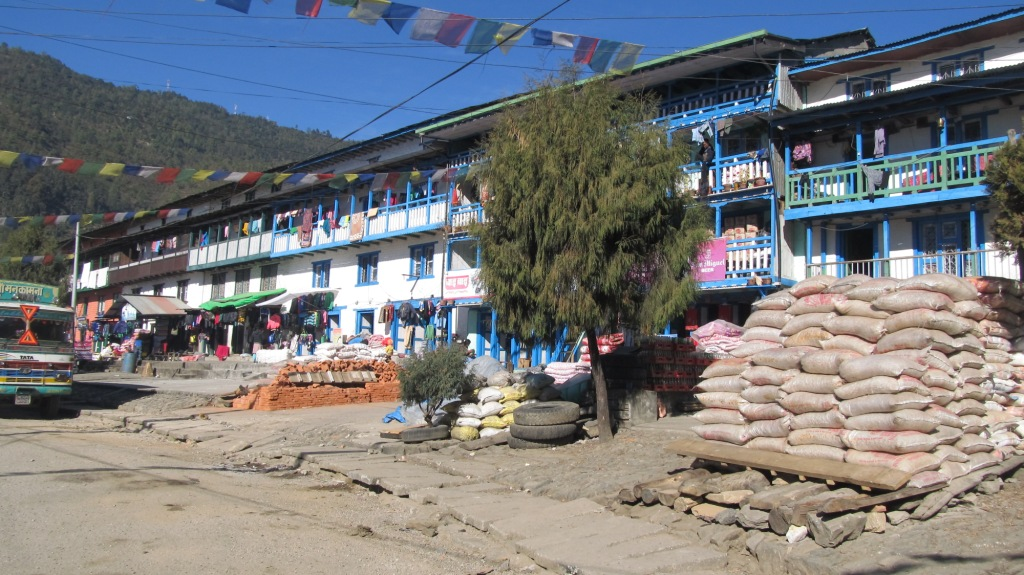
Pueblo de Jirí